# Dracula, entre l'amour et la mort
Ne doit pas être confondu avec Dracula, l'amour plus fort que la mort.
 (avril 2024).
Si vous disposez d'ouvrages ou d'articles de référence ou si vous connaissez des sites web de qualité traitant du thème abordé ici, merci de compléter l'article en donnant les références utiles à sa vérifiabilité et en les liant à la section « Notes et références ».
Dracula, entre l'amour et la mort est une comédie musicale québécoise inspirée du roman de Bram Stoker, mise en scène par Érick Villeneuve (Cavalia, Era en Chine) et Gregory Hlady et dans laquelle Bruno Pelletier, directeur artistique, joue également le rôle de Dracula.

## Genèse du projet
Bruno Pelletier, qui n'a pas fait de comédie musicale depuis sept ans, interpréte le rôle-titre, celui de Dracula, qu'il rêve de jouer depuis 1992. D'après une idée originale de Richard Ouzounian et Bruno Pelletier, la musique est confiée à Simon Leclerc avec qui Bruno a déjà travaillé lors des concerts avec l'OSM, et les paroles seront écrites par Roger Tabra (qui a déjà écrit pour lui également).

## Artistes
En ce qui concerne la distribution, Bruno Pelletier a choisi en majorité des chanteurs de renom au Québec. Ainsi, Sylvain Cossette joue le rôle de Jonathan Harker, journaliste. Daniel Boucher, celui de R.M. Renfield, photographe-cameraman, tandis qu'Andrée Watters interprète Elhemina Murray, militante engagée, altermondialiste et amoureuse de Dracula.
Pierre Flynn, lui, a déjà eu l'expérience de la comédie musicale avec Nelligan. Il joue le rôle d'Abraham Van Helsing, médecin et scientifique érudit. Finalement, Gabrielle Destroismaisons campe la sexy Lucy Westerna, infirmière et fille de Van Helsing. Brigitte Marchand, Elyzabeth Diaga et Rita Tabbakh complètent la distribution en incarnant les sensuelles vampiresses.
En janvier 2008, quelques changements sont apportés pour la distribution française. Le rôle de Renfield est interprété par Matt Laurent alors que Cassiopée et Julie Dassylva remplacent Elyzabeth Diaga et Rita Tabbakh pour incarner deux des trois vampiresses.
Dracula -Entre l'amour et la mort- n'est pas totalement fidèle à l'œuvre originale de Bram Stoker. Il s'agit plutôt d'une inspiration libre, selon Bruno Pelletier, où s'entremêlent les légendes de vampires et les histoires réelles (l'histoire se passe d'ailleurs en 2050).

## Chansons

### Chansons/scènes (DVD)
- ACTE I
- Ouverture (Grand-Lui)
- Цвіте терен (Dracula, Elhemina)
- Narration « Bâton » (Grand-Lui)
- Cruelle et tendre Elhemina (Dracula, Elhemina)
- Villageois (Paysans, Régent, Elhemina)
- La Cage (Dracula)
- Entre l'amour et la mort (Dracula)
- Narration « 5 siècles » (Grand-Lui)
- Ce que je vois (Jonathan, Renfield, Mina, Lucy, Van Helsing)
- Aussi loin que je sois (Jonathan, Mina)
- Dialogue Van-Helsing et Lucy (Van Helsing, Lucy)
- Droit de savoir (Lucy, Van Helsing)
- Narration « La lettre » (Grand-Lui)
- Un bateau qui sombre (Renfield)
- Dialogue Renfield et Jonathan (Renfield, Jonathan)
- Dialogue Dracula, Jonathan et Renfield (Dracula, Jonathan, Renfield)
- Nous sommes ce que nous sommes (Dracula, Jonathan, Renfield)
- Avance (Vampiresses, Jonathan)
- Mina (Jonathan)
- L'armée des ombres (Renfield, Dracula)
- Dialogue pacte - Dracula et Renfield (Dracula, Renfield)
- Étranges étrangers (Lucy, Dracula)
- Pourquoi (Van Helsing)
- Qui sera la prochaine (Dracula, Elhemina, Jonathan, Lucy, Mina, Van Helsing, Chœur)
- ACTE II
- Narration « voix hors champs » (Grand-Lui)
- Urgence (Mina)
- Ad vitam aeternam (Jonathan)
- Dialogue Mina, Renfield et Jonathan (Jonathan, Mina, Renfield)
- Enfin plus rien (Renfield, Dracula)
- Je suis (Vampiresses, Dracula)
- Mystérieux personnages (Mina, Dracula)
- La signature (Van Helsing)
- Dialogue Jonathan et Van Helsing (Jonathan, Van Helsing)
- Narration « Miroir » (Grand-Lui)
- L'affrontement (Van Helsing, Dracula, Vampiresses)
- Repose (Lucy)
- L'amour aux deux visages (Jonathan, Dracula)
- Prélude Règne (Dracula, Mina, Jonathan)
- Règne (Dracula)
- Règne (instrumentale)
- Chanson supprimée
- Rester debout (Mina)

### Chansons (CD)
1. Intro(Grand-Lui)
2. Cruelle Et Tendre Mina
3. Entre L'Amour Et La Mort
4. Ce Que Je Vois
5. Urgence
6. Mina
7. L'Armée Des Ombres
8. Le Droit De Savoir
9. Étranges Étrangers
10. Nous Sommes Ce Que Nous Sommes
11. Pourquoi
12. Avance
13. L'Amour Aux Deux Visages
14. Règne

## Sur scène
Un album est sorti le 23 août 2005 avant la première représentation le 31 janvier 2006 au théâtre Saint-Denis à Montréal. Le spectacle a été écrit en français et en anglais.
Les critiques ont été bonnes, durant les 30 premières représentations. Parmi les bémols, certains reprochent un aspect "trop chargé". Le spectacle dure environ 2h30, la mise en scène quant à elle est très atypique. L'univers fantastique est en effet représenté dans des décors très variés, mêlant le futuriste avec le vieux classique. Le spectacle contient également beaucoup d'effets spéciaux, mettant en scène de nombreux jeux de lumières parfois fantaisistes, ainsi que de la pyrotechnie. Forts de leurs talents et du pouvoir de se remettre en question, le spectacle s'arrête dès le 5 avril à Sherbrooke, où Bruno Pelletier essaie de convaincre un premier producteur étranger. Le reste de la troupe est à Québec, dès juin 2006. Puis ils feront un tournée jusqu'en décembre de la même année avant de s'accorder une pause.
Le spectacle revient à Montréal en novembre 2006, juste après Halloween, où les gens ont été conviés et ont pu comparer avec les premières représentations…
En janvier 2008, 10 représentations ont été programmées du 15 au 25 janvier à la Maison de la danse à Lyon, en France
D'autre part, un DVD a été enregistré lors des représentations de novembre 2006 au théâtre Saint-Denis de Montréal. La sortie a été initialement prévue pour le 23 octobre 2007, puis reportée au 11 décembre, et elle est finalement prévue pour le 26 février 2008.